# 那就是聲優！
《那就是聲優！》，是淺野真澄原作、畑健二郎作畫的同人誌，並於網路公開的四格漫畫作品，講述声优業界的故事。2017年8月13日夏Comic宣布連載結束。

## 剧情简介
刚刚出道的新人声优一之濑双叶，在大学毕业时遇上了就业难，抱着「既然到哪里找工作都困难，那还不如索性挑战一下自己梦想中最困难的工作」心态的她，进入了声优行业。某天，双叶在參加电视动画《佛战士菩萨音》的配音工作時，認識了同是新人声优的萌咲莓和現役國中生聲優小花铃。在某一次錄音之後，3人獲邀請做網絡廣播的主持。

## 登場角色

### Earphones
一之瀨雙葉（聲：高橋李依）
新人聲優，目前剛出道，但跟聲優活動比起來還是以打工居多，但經常為了聲優活動而向打工的地方請假，因此往往突然就被打工的地方開除，現在正為了聲優活動、打工與就職活動該如何取捨而感到苦惱。不擅長自我介紹，常常負面思考。
最喜歡的作品是《旋風管家》。
柯洛莉（聲：一之瀨雙葉（高橋李依））
雙葉所持有的布偶，是雙葉小時候喜歡的原創動畫《性命柯洛莉》的登場角色。
萌咲莓（聲：長久友紀）
與雙葉同時期出道的新人聲優。因為喜歡動畫和遊戲之類而入行，目標是能夠唱歌跳舞的偶像型聲優。很愛草莓風格的打扮。
除了聲優工作外也在製造業工廠打工，同样也因为兼顾声优工要经常向制造业工厂请假而被工厂开除。
小花鈴（聲：高野麻里佳）
現役生聲優，就读于白皇学院中等部。從5歲時就進入藝能界的童星，藝人資歷約10年。原本的個性相當怕生。

#### Earphones的家人
雙葉的弟弟
雙葉的父親
鈴的母親（聲：佐藤聰美）
性格溫和，並會尊重鈴的想法的母親，為了矯正鈴怕生的個性而讓她進入劇團櫻桃。
莓的父親（聲：伊藤健太郎）
在貧苦的生活獨自撫養莓長大，並願意尊重莓的夢想的父親。
小花圓美
25歲，比小花玲大10歲的姊姊，無業，在家幫忙做家務。同人誌WEB版第141回登場。

### 青空製作（青空Production）
一之瀨雙葉
參照一之瀨雙葉。
汐留光（聲：生天目仁美）
藝人資歷14年的聲優，目前正在飾演《佛戰隊菩薩音》的主角愛絲塔。
小鳥遊翼
男性聲優，常接演BL類型的作品，與雙葉是同個養成所的同期生。
家守太輔（聲：檜山修之）
動畫版追加角色，是一位比汐留還要資深的高資歷前線男聲優。第一集擔任《佛戰隊菩薩音》主線角色米洛，以及第七集外國電影主線配音。針對新人聲優實行比較現實苛刻的態度。
集（聲：小清水亞美）
青空製作的經紀人。
紺野葵（聲：古木望）
青空製作的新手經紀人，對於工作十分積極的短髮女性。普遍態度認真，但個性也有過於死板的地方。
從家裡到公司需要通勤兩個小時，因此工作忙碌時經常住在公司。

### 劇團櫻桃
小花鈴
參照小花鈴。
紗代（聲：佐倉綾音）
鈴的好友，從4歲進入劇團後就和鈴認識。在學校是新聞社成員。
劇團櫻桃的經紀人（聲：神田朱未）
為了鈴的工作而四處奔走的經紀人。

### 聲音娛樂（Voice Entertainment）
萌咲莓
參照萌咲莓。
聲音娛樂的經紀人（聲：上田燿司）

### 作品的製作企劃者
海原（聲：三宅健太）
《佛戰隊菩薩音》的監製。
導演（聲：千葉進步）
《佛戰隊菩薩音》的導演。
音響監督（聲：竹本英史）
《佛戰隊菩薩音》的音響監督。

### 現實中的声优
动画中的现实声优均由本人亲自出演。

#### 原作同人誌版
堀江由衣
最初於同人誌與四格漫畫版出現；另於電視動畫第5及12話登場，在遊戲作品《黑貓of艾塔喵》系列中擔任主角的聲音演出，並在新版的發表活動中跟莓一起演出，並在其後和雙葉相遇。
白石涼子
最初於同人誌版出現，並於電視動畫第11話登場，是雙葉的偶像之一，雙葉口中提及她是「某位執事的中之人」，並於共事中教導雙葉要好好保護自己的身體。
高橋智秋
同人誌WEB版第65回開始登場。
神谷浩史
最初於同人誌版出現；另於電視動畫第2話和第10話登場，此時設定上是雙葉的事務所前輩。
劉婧犖
同人誌WEB版第86回開始登場。
關智一
同人誌WEB版第192回開始登場。

#### 電視動畫版
浅野真澄
僅於電視動畫中出現，以本人畫像的方式串場路人的角色，在第13話則以本人的身分串場。
野泽雅子
僅於電視動畫中出現，第1話中同時兼任旁白。
田村由香里
僅於電視動畫中出現，第3話登場。擔任汐留的電台節目嘉賓。
銀河萬丈
僅於電視動畫中出現，第4話登場。於《佛戰士菩薩音》擔任機器人菩薩音的聲音演出，並且參加了該作品的殺青慶功宴。
釘宮理惠
僅於電視動畫中出現，第6話登場。與雙葉一起參與《偵探咖啡廳 螺旋咖啡》廣播劇CD的聲音演出。
小山力也
僅於電視動畫中出現，第7話登場。與雙葉一起參與外國電影配音，是雙葉特別尊敬的聲優。
真地勇志
僅於電視動畫中出現，第8話登場。與雙葉一起參與介紹外國自然景觀電視節目的旁白演出。
日高範子
僅於電視動畫中出現，第9話登場同時兼任旁白。

### 劇中作品：佛战士菩萨音
愛絲塔（聲：汐留光（生天目仁美））
《佛戰士菩薩音》的主角。
玲二（聲：土田玲央）
《佛戰士菩薩音》的主角。
海斗（聲：野澤雅子）
《佛戰士菩薩音》的登場角色。菩薩音的主要駕駛員。
作業員（聲：小花鈴（高野麻里佳））
《佛戰士菩薩音》的登場角色。負責向駕駛員傳達戰況情報與機體狀況。
嗶啵（聲：一之瀨雙葉（高橋李依））
《佛戰士菩薩音》的登場角色。被愛絲塔撿到後跟她一起旅行的機器人。不會說話，只會發出「嗶啵」的聲音。
菩薩音（聲：銀河萬丈）
《佛戰士菩薩音》的登場角色。海斗所駕駛的機器人。

## 发行书籍
2011年末，《那就是声优！》在「Comic Market 81」發布第1卷，并開始以Comic Market為中心進行活動，之后也在网络上同时连载。

### 本篇 同人志版
全部于同人作品贩卖会Comic Market上发售，属于私人印刷作品，无ISBN编码。
| 卷数 | 书名                | 发售时间       | 发售日期        | 备注                                             |
| ---- | ------------------- | -------------- | --------------- | ------------------------------------------------ |
| 1    | Ver 1.00 / Ver 1.20 | 2011年12月31日 | Comic Market 81 | 12月31日发售的Ver 1.00的增量本，并更名为Ver 1.20 |
| 2    | Ver 2.00            | 2012年8月12日  | Comic Market 82 |                                                  |
| 3    | EX01                | 2012年12月31日 | Comic Market 83 |                                                  |
| 4    | EX02                | 2013年8月11日  | Comic Market 84 |                                                  |
| 5    |                     | 2013年12月30日 | Comic Market 85 |                                                  |
| 6    |                     | 2014年8月17日  | Comic Market 86 |                                                  |
| 7    |                     | 2014年12月30日 | Comic Market 87 |                                                  |
| 8    |                     | 2015年8月16日  | Comic Market 88 |                                                  |
| 9    |                     | 2015年12月30日 | Comic Market 89 |                                                  |
| 10   |                     | 2016年8月14日  | Comic Market 90 |                                                  |
| 11   |                     | 2016年12月31日 | Comic Market 91 |                                                  |
| 12   |                     | 2017年8月13日  | Comic Market 92 |                                                  |
| 13   |                     | 2017年8月13日  | Comic Market 92 |                                                  |
| 14   |                     | 2017年8月13日  | Comic Market 92 |                                                  |

### 本篇 总集篇
为原同人志版的总集收录版本，也均于Comic Market上发售，无ISBN编码。
| 卷数 | 书名               | 发售时间       | 发售日期        | 收录内容               |
| ---- | ------------------ | -------------- | --------------- | ---------------------- |
| 1    | 总集编 第1卷       | 2014年8月17日  | Comic Market 86 | Ver 1.20 Ver 2.00 EX01 |
| 2    | 总集编 第1卷       | 2014年12月30日 | Comic Market 87 | EX02                   |
| 3    | それが声優！大全集 | 2017年8月13日  | Comic Market 92 |                        |

### WEB版本 总篇集
在livedoor blog发布的同人作品系列中的分支的发行版本，无ISBN编码。
| 卷数 | 书名 | 发售时间      | 发售日期 | 收录内容     |
| ---- | ---- | ------------- | -------- | ------------ |
| 1    |      | 2014年4月29日 | COMIC1☆8 | 001话至050话 |
| 2    |      | 2015年3月23日 |          | 051话至100话 |

### 官方Mook同人志
《那就是声优！动画化纪念入门书（それが声優！ アニメ化記念入門書）》
于2015年6月18日的发布，印刷版本只通过部分漫画贩卖店分发。

### 商业单行本
LAWSON HMV Entertainment发行，一迅社发售。
| 卷数 | 發售日期      | ISBN                   | 收录内容                        |
| ---- | ------------- | ---------------------- | ------------------------------- |
| 1    | 2015年7月8日  | ISBN 978-4-7580-6540-5 | Ver 1.20 Ver 2.00 Web版四格漫画 |
| 2    | 2015年7月8日  | ISBN 978-4-7580-6541-2 | EX1 EX2 Web版四格漫画           |
| 3    | 2015年7月8日  | ISBN 978-4-7580-6542-9 |                                 |
| 4    | 2016年8月18日 | ISBN 978-4-7580-6601-3 |                                 |
| 5    | 2017年12月4日 | ISBN 978-4-7580-6701-0 |                                 |

## 電視動畫
电视动画于2015年7月份（夏季番）于日本TOKYO MX、每日放送和BS富士电视台开始放送。中国地区由bilibili网络放送。

### 製作人員
- 原作：淺野真澄、畑健二郎
- 導演：博史池畠
- 角色原案：橫手美智子
- 角色設計：佐佐木政勝[7]
- 道具設計：
- 美術設計：
- 美術監督：小野智廣
- 色彩設計：歌川律子
- 攝影監督：
- 剪接：廣瀨清志
- 音樂：橋本由香利
- 音響監督：本山哲
- 動畫製作：GONZO
- 音樂製作：EVIL LINE RECORDS[8]
- 製作：「Earphones應援團」製作委員會

### 主題曲
片頭曲《那就是声优》
作詞：淺野真澄，作曲：佐佐倉有吾，編曲：横山克，主唱：Earphones（高野麻里佳、高橋李依、長久友紀）
片尾曲
- （第1－5話、第7－11話）

作詞、作曲、編曲：（GEEKS），主唱：Earphones（高野麻里佳、高橋李依、長久友紀）
本曲模仿电台节目的方式，在大部分歌词中混入非歌词构成的节目对白，在每个版本都有所变化。
| 话数/版本 | 谈话内容                                                      | 点播曲[註 2]                     | 点播曲[註 2] | 点播曲[註 2] | 点播曲[註 2] | 点播曲[註 2]         | 点播曲[註 2]      | 点播曲[註 2] |
| 话数/版本 | 谈话内容                                                      | 曲名                             | 作词         | 作曲         | 编曲         | 演唱                 | 出处              |              |
| --------- | ------------------------------------------------------------- | -------------------------------- | ------------ | ------------ | ------------ | -------------------- | ----------------- | ------------ |
| CD        | 阅读听众来信 叮铃铃的电话时间 来自听众们的挑战书 听众的烦心事 | 残酷天使的行动纲领     | 及川眠子     | 佐藤英敏     | 大森俊之     | 高桥洋子             | 新世纪福音战士    |              |
| 第1话     | 阅读听众来信                                                  | 残酷天使的行动纲领     | 及川眠子     | 佐藤英敏     | 大森俊之     | 高桥洋子             | 新世纪福音战士    |              |
| 第2话     | 自由谈话                                                      | 人として軸がぶれている（日语：人として軸がぶれている） | 大槻健二     | NARASAKI     | NARASAKI     | 大槻健二與絕望少女們 | 绝望先生          |              |
| 第3话     | 自由谈话                                                      | Endless Story（日语：Endless Story）          | 松井五郎     | 太田雅友     | 太田雅友     | 田村由香里           | C³ -魔幻三次方-   |              |
| 第4話     | 閱讀聽眾來信                                                  | MOON PRIDE                       | Revo         | Revo         | Revo         | 桃色幸運草Z          | 美少女戰士Crystal |              |
| 第5話     | 對萌咲莓进行突擊採訪[註 3]                                    | Love Destiny（日语：Love Destiny）           | 伊藤千夏     | 伊藤千夏     | 小林信吾     | 堀江由衣             | 妹妹公主          |              |
| 第7話     | 自由谈话                                                      | ETERNAL BLAZE                    | 水樹奈奈     | 上松範康     | 上松範康     | 水樹奈奈             | 魔法少女奈葉A's   |              |
| 第8話     | 自由谈话                                                      | YOU GET TO BURNING               | 有森聰美     | 大森俊之     | 大森俊之     | 松澤由美             | 機動戰艦          |              |
| 第9話     | 自由谈话                                                      | Get along                        | 有森聰美     | 佐藤英敏     | 大平勉       | 林原惠、奧井雅美     | 秀逗魔導士        |              |
| 第10話    | 閱讀聽眾來信                                                  | 輪舞-revolution（日语：輪舞-revolution）        | 奧井雅美     | 矢吹俊郎     | 矢吹俊郎     | 奧井雅美             | 少女革命          |              |
| 第11話    | 自由谈话                                                      | 快樂物質（日语：ハッピー☆マテリアル）               |              | 大川茂伸     | 大久保薰     | 麻帆良學園中等部2-A  | 魔法老師          |              |
- 《進入耳中》（第6話ED，第8、9、12話插入曲）

作詞︰淺野真澄，作曲、編曲：山本獎，主唱：Earphones（高野麻里佳、高橋李依、長久友紀）
插入曲
- （第3話）

作詞：岩里祐穗，作曲、編曲：大森俊之，主唱：AKINO from bless4
劇中劇「佛戰士菩薩音」主題曲。
- （第5、12話）

作詞：淺野真澄，作曲、編曲：大隅知宇
主唱（第5、12話）：堀江由衣（堀江由衣）
主唱（第12話）：Earphones（高野麻里佳、高橋李依、長久友紀）
劇中遊戲《黑貓of艾塔喵2》主題曲。
- （第6話）

作詞：淺野真澄，作曲、編曲：（GEEKS），主唱：釘宮理惠（釘宮理惠）
劇中劇《偵探咖啡廳 螺旋咖啡》主題曲。
- （第12、13話）

作詞：下地悠，作曲、編曲：大久保薫，主唱：Earphones（高野麻里佳、高橋李依、長久友紀）

### 各話列表
| 話數              | 日文標題 | 中文标题        | 劇本       | 分鏡     | 演出       | 作畫監督                                       | 特邀声优        |
| ----------------- | -------- | --------------- | ---------- | -------- | ---------- | ---------------------------------------------- | --------------- |
| 第1話             |          | 后期录制        | 橫手美智子 | 博史池畠 | 博史池畠   | 佐佐木政勝                                     | 野泽雅子        |
| 第2話             |          | 试音会          | 橫手美智子 | 博史池畠 | 川久保圭史 | 清丸悟                                         | 神谷浩史        |
| 第3話             |          | WEB RADIO(廣播) | 兵頭一步   | 八谷賢一 | 八谷賢一   | 海堂浩幸                                       | 田村由香里      |
| 第4話             |          | Unit(組合)      | 金春智子   | 西森章   | 大河原崇   | 菅原浩喜                                       | 銀河萬丈        |
| 第5話             |          | 活動            | 兵頭一步   | 飯野慎也 | 飯野慎也   |                                                | 堀江由衣        |
| 第6話             |          | PV拍摄          | 橫手美智子 | 博史池畠 | 畠山茂樹   | 白石悟、小島繪美                               | 釘宮理惠        |
| 第7話             |          | 配音            | 金春智子   | 青柳隆平 | 青柳隆平   |                                                | 小山力也        |
| 第8話             |          | 旁白            | 兵頭一步   | 小島正幸 | 佐佐木純人 | 清丸悟                                         | 真地勇志        |
| 第9話             |          | 經紀人          | 兵頭一步   | 八谷賢一 | 畠山茂樹   | 白石悟、重松晉一                               | 日高範子        |
| 第10話            |          | 出路            | 金春智子   | 島津裕行 |            | 菅原浩喜、服部憲知、菊地勝則                   | 神谷浩史        |
| 第11話            |          | 自我管理        | 兵頭一步   |          | 川久保圭史 | 海堂浩幸、鎌田均、日下岳史、熊田明子、杉村苑美 | 白石涼子、Aice5 |
| 第12話            |          | 演唱會          | 横手美智子 | 博史池畠 | 博史池畠   | 清丸悟                                         | 堀江由衣        |
| 第13話 （END）    |          | 考核            | 横手美智子 | 飯野慎也 | 八谷賢一   | 服部憲知、鎌田均                               | 淺野真澄        |
| 第14話 （未播放） |          | 小型慶祝會      | 兵頭一步   | 博史池畠 | 北井嘉樹   | 海堂浩幸、服部憲知                             |                 |

### 播放電視台
日本深夜動畫：下文記載的日本国内播放時間使用日本標準時間（UTC+9）表示。因為部分時間标识會採用30小时制，因此請留意这类超过24:00的时间，其實際播放時間為翌日清晨。
| 播放地區   | 播放電視台     | 播放日期              | 播放時間（UTC+9）                     | 備註                  |
| ---------- | -------------- | --------------------- | ------------------------------------- | --------------------- |
| 東京都     | 東京都會電視台 | 2015年7月7日－9月29日 | 星期二 23時00分－23時30分             |                       |
| 近畿廣域圈 | 每日放送       | 2015年7月8日－        | 星期三 3時00分－3時30分（星期二深夜） | 《Anime Shower》第2部 |
| 日本全國   | BS富士         | 2015年7月10日－       | 星期五0時25分－0時55分（星期四深夜）  | 製作委員會參加        |

## 评价与影响
电视动画开播后引发不少人的关注。不少人认为该作品对于声优行业的刻画是真实的。而也有部分网友对此动画表示不满，认为该动画过度渲染声优行业的残酷一面，在部分剧情上也有着不真实的表现，然而一些网友对此并不认同。

## 外部連結
- 初次見面。（同人社團官方網站） （页面存档备份，存于）（日語）
- 那就是聲優！WEB （页面存档备份，存于）（日語）
- 電視動畫「那就是聲優！」官方網站 （页面存档备份，存于）（日語）
- 電視動畫「那就是聲優！」的X（前Twitter）（日語）